# کارل بروگمان
کارل بروگمان (انگلیسی: Karl Brugmann؛ ۱۶ مارس ۱۸۴۹ – ۲۹ ژوئن ۱۹۱۹) یک زبان‌شناس اهل آلمان بود.